# جيم ماكبرايد
جيم ماكبرايد (بالإنجليزية: Jim McBride) (و. 1941  م) هو مخرج أفلام، وكاتب سيناريو، ومنتج أفلام، ومونتير، ومخرج تلفزيوني، ومصور سينمائي أمريكي، ولد في نيويورك.

## وصلات خارجية
- جيم ماكبرايد على موقع IMDb (الإنجليزية)
- جيم ماكبرايد على موقع ألو سيني (الفرنسية)
- جيم ماكبرايد على موقع أول موفي (الإنجليزية)
- جيم ماكبرايد على موقع قاعدة بيانات الأفلام السويدية (السويدية)
- جيم ماكبرايد على موقع إن إن دي بي (الإنجليزية)
- جيم ماكبرايد على موقع قاعدة بيانات الفيلم (الإنجليزية)
- جيم ماكبرايد على موقع كينوبويسك (الروسية)